# Muzy
Muzy is een gemeente in het Franse departement Eure (regio Normandië) en telt 801 inwoners (2004). De plaats maakt deel uit van het arrondissement Évreux.

## Geografie
De oppervlakte van Muzy bedraagt 9,2 km², de bevolkingsdichtheid is 87,1 inwoners per km².
De onderstaande kaart toont de ligging van Muzy met de belangrijkste infrastructuur en aangrenzende gemeenten.

## Demografie
Onderstaande figuur toont het verloop van het inwonertal (bron: INSEE-tellingen).